# Оризонти (Сеара)
Оризонти (порт. Horizonte)  —  город и муниципалитет в Бразилии, входит в штат Сеара. Составная часть мезорегиона Агломерация Форталеза. Находится в составе крупной городской агломерации Агломерация Форталеза. Входит в экономико-статистический  микрорегион Пакажус. Население составляет 48 660 человек на 2007 год. Занимает площадь 159,972 км². Плотность населения — 282,9 чел./км².

## История
Город основан 6 марта 1987 года. 

## Статистика
- Валовой внутренний продукт на 2004 составляет 466.616.000,00 реалов (данные: Бразильский институт географии и статистики).
- Валовой внутренний продукт на душу населения на 2004 составляет 11.177,00 реалов (данные: Бразильский институт географии и статистики).
- Индекс развития человеческого потенциала на 2000 составляет 0,679 (данные: Программа развития ООН).